# Harriet A. Hall
Harriet A. Hall (2 de julio de 1945-11 de enero de 2023) fue una médica militar estadounidense de la Fuerza Aérea de Estados Unidos que escribió contra la medicina alternativa y el curanderismo, en Skeptic y  Skeptical Inquirer.que escribió sobre medicina alternativa y charlatanería para las revistas reconocidas internacionalmente Skeptic y Skeptical Inquirer y artículos sobre medicina basada en evidencia para el blog Science-Based Medicine . Por lo general, escribía con su propio nombre o usaba el seudónimo "The SkepDoc". También fue una oradora frecuente en ciencias y convenciones relacionadas con el escepticismo en los Estados Unidos y en todo el mundo.

## Biografía
Harriet Anne Hoag nació el 2 de julio de 1945. Es la mayor de cuatro hermanos y se crio en el vecindario View Ridge de Seattle, Washington. [1]
Hall se licenció en letras (Bachelor of Arts) y se doctoró en Medicina en la Universidad de Washington. Fue la segunda mujer en terminar la residencia de Medicina en la Fuerza Aérea de Estados Unidos. Fue la primera graduada femenina en la especialidad de Medicina de familia en la Fuerza Aérea. Se graduó en la Base Aérea de Eglin. Fue cirujana de vuelo en misiones de evacuación médica y llegó a ser directora de los servicios médicos de una base aérea (Director of Base Medical Services). Llegó a pilotar B-52 y FB-111. Tuvo un avión privado.
Durante mucho tiempo fue una escéptica pasiva que leía la literatura escéptica y atendía a encuentros en esos círculos.
Conoció a Wallace Sampson en el taller Skeptic's Toolbox en Oregón, que la convenció para que escribiera un artículo para Scientific Review of Alternative Medicine probando los productos llamados "Vitamin O" que había visto anunciados por correo.
Después comenzó a escribir artículos para Skeptical Inquirer.  
Cuando habló con Michael Shermer en The Amazing Meeting sobre el libro The God Code, él la animó a que escribiera una reseña para Skeptic Magazine.
Ella escribió otros artículos para la revista y desde finales de 2006 tuvo una columna titulada The SkepDoc (La doctora escéptica). El nombre de su sitio web también es The SkepDoc.
Ha sido una crítica directa de la medicina alternativa a la que critica su falta de eficacia.

‘If it were shown to be truly effective, it would be part of regular medicine.‘
‘Si hubiera probado ser realmente eficaz, la medicina alternativa sería parte de la medicina convencional.’

En su trabajo hace énfasis en la importancia de seguir la prueba científica a favor o en contra de cualquier remedio. Al preguntarle sobre el remedio anticatarral Airborne (con ventas anuales de 100 millones de dólares) dijo:

‘There's more evidence for chicken soup than for Airborne. In the absence of any credible double-blind studies to support the claims for Airborne, I'll stick to hand washing.‘
‘Hay más pruebas positivas de la sopa de pollo que de Airborne. En ausencia de estudios creíbles doble ciego que soporten las afirmaciones de Airborne, me quedaría con el lavado de manos para prevenir catarros.’

Hall revisó los ingredientes de Airborne y no encontró ninguno que tuviera suficientes pruebas como para prevenir catarros. Destacó que Airborne contiene 5 000 unidades de vitamina A por tableta y se toman 5 al día o más. Las dosis superiores a 10 000 unidades de vitamina A no son seguras por lo que tomar Airborne según sus indicaciones superaría con creces la dosis de seguridad de la vitamina A.
También criticó al Ejército de Estados Unidos (U.S. Army) por su uso de la acupuntura. Según ella la acupuntura no hace más que una pastilla de azúcar y, por tanto, dar un placebo no es ético.

‘The idea that putting needles in somebody's ear is going to substitute for things like morphine is just ridiculous.‘
‘La idea de que poner agujas en la oreja va a sustituir drogas como la morfina es completamente ridícula.’

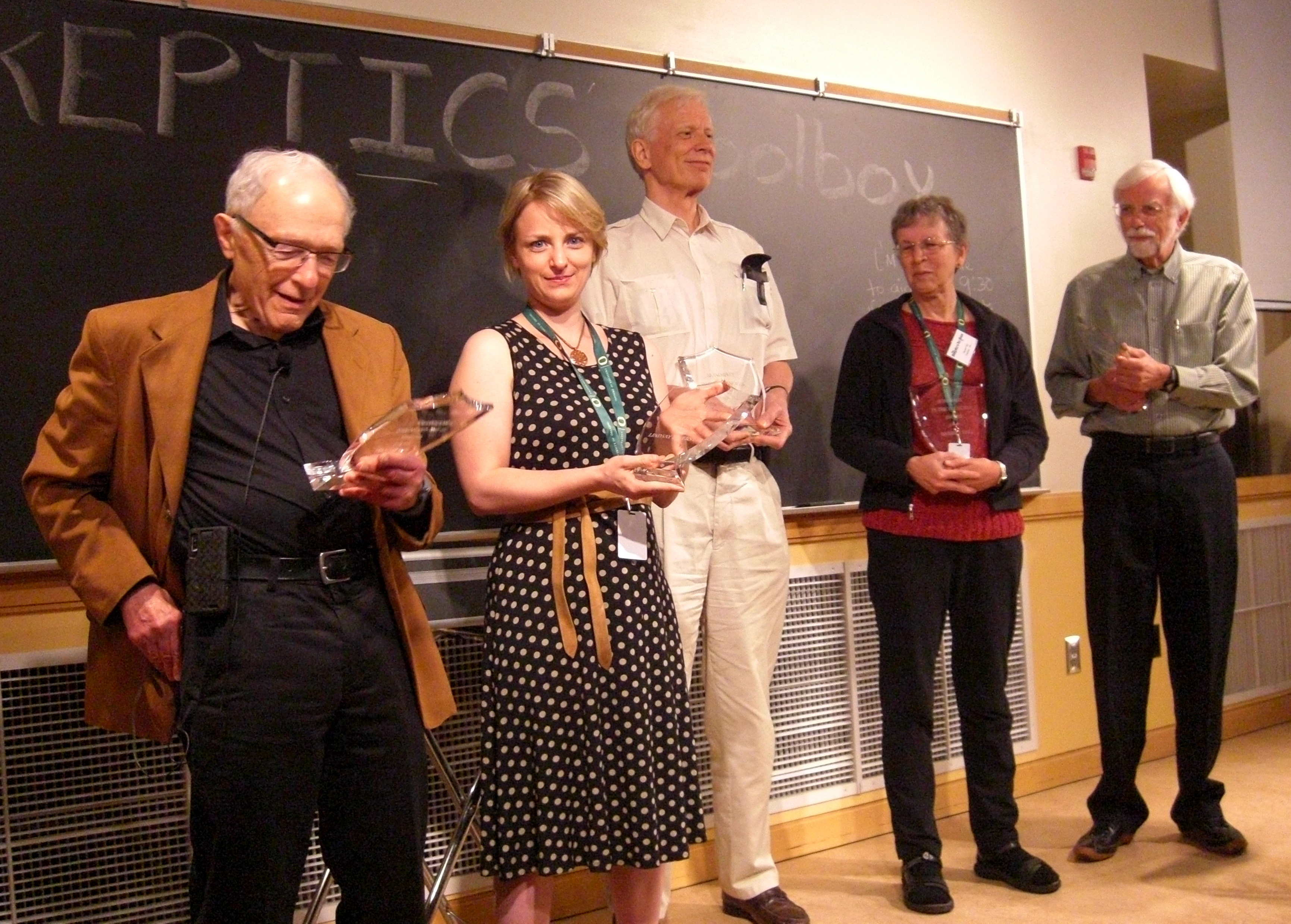
Se otorgó el premio honorario In The Trenches a los integrantes del Taller Skeptic's Toolbox de 2012. Ray Hyman, Lindsay Beyerstein, James Alcock, Harriet Hall y Loren Pankratz

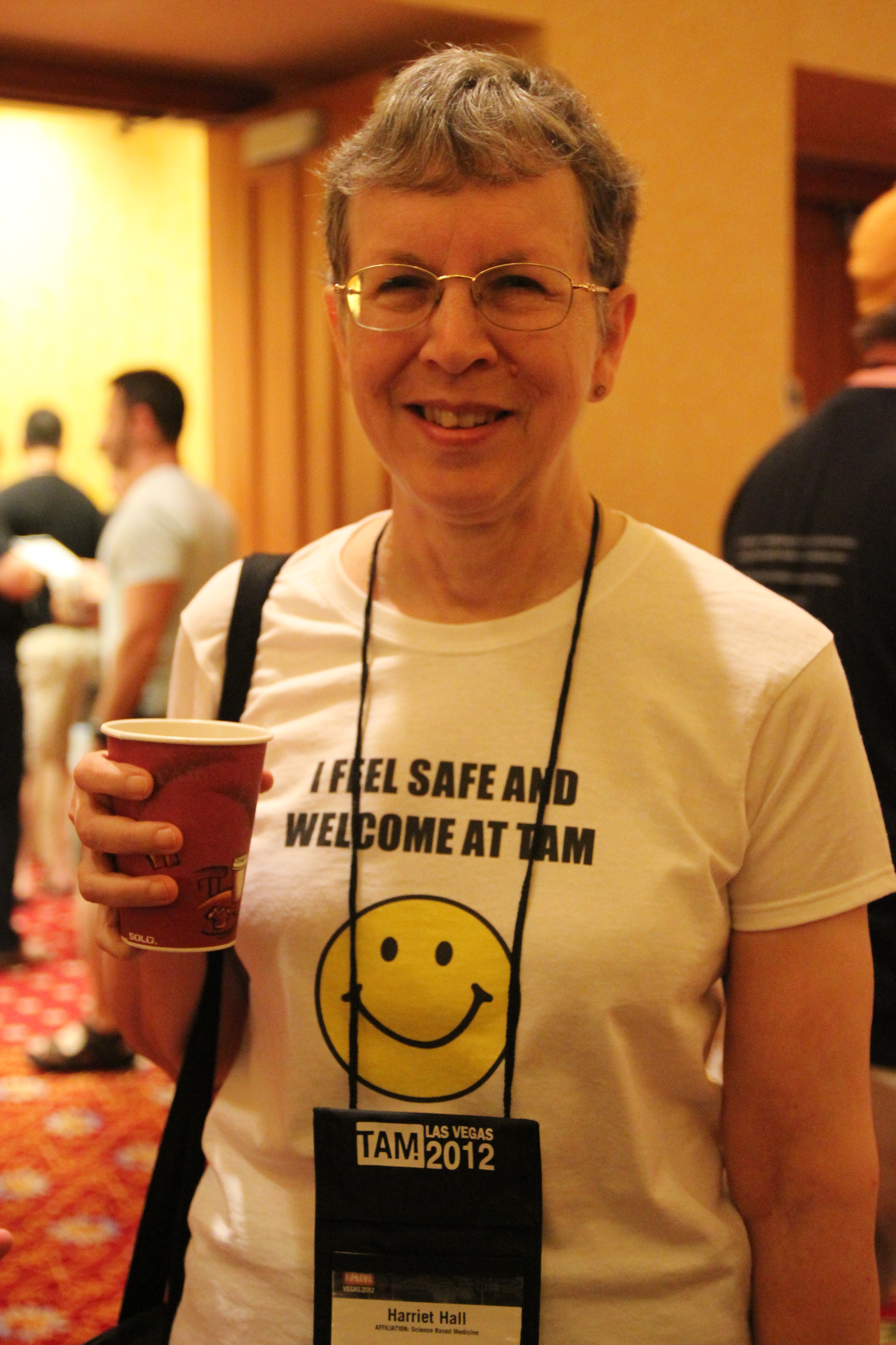
Hall en TAM (The Amazing Meeting) 2012.

Criticó públicamente los productos y recomendaciones de Daniel G. Amen en un artículo de Quackwatch y en otras publicaciones, diciendo:

‘Amen's recommendations defy science, common sense and logic.‘
‘Las recomendaciones de Amen desafían la ciencia, el sentido común y la lógica.’

También criticó a otros que postulan terapias alternativas como Andrew Weil.
Fue asesora de Quackwatch y editora asociada del blog Science-Based Medicine.
En 2009 participó entre otros en la Conferencia Science-Based Medicine Conference (Medicina basada en ciencia) y en The Amazing Meeting 7.
Fue entrevistada en podcasts como The Reality Check, Skepticality y The Skeptic Zone.
En 2008 publicó una autobiografía centrada en sus experiencias como cirujana de vuelo en la Fuerza Aérea. Se retiró con el grado de coronel (full Colonel). Como médica, oficial de aviación, piloto y cirujana de vuelo siempre estuvo en minoría y encontró prejuicios. El título del libro Women Aren't Supposed to Fly: The Memoirs of a Female Flight Surgeon se refiere a un incidente después de su primer vuelo en solitario cuando un oficial del aeropuerto le dijo:

‘Didn't anybody ever tell you women aren't supposed to fly?‘
‘¿Nadie le ha dicho nunca que las mujeres no deben volar?’

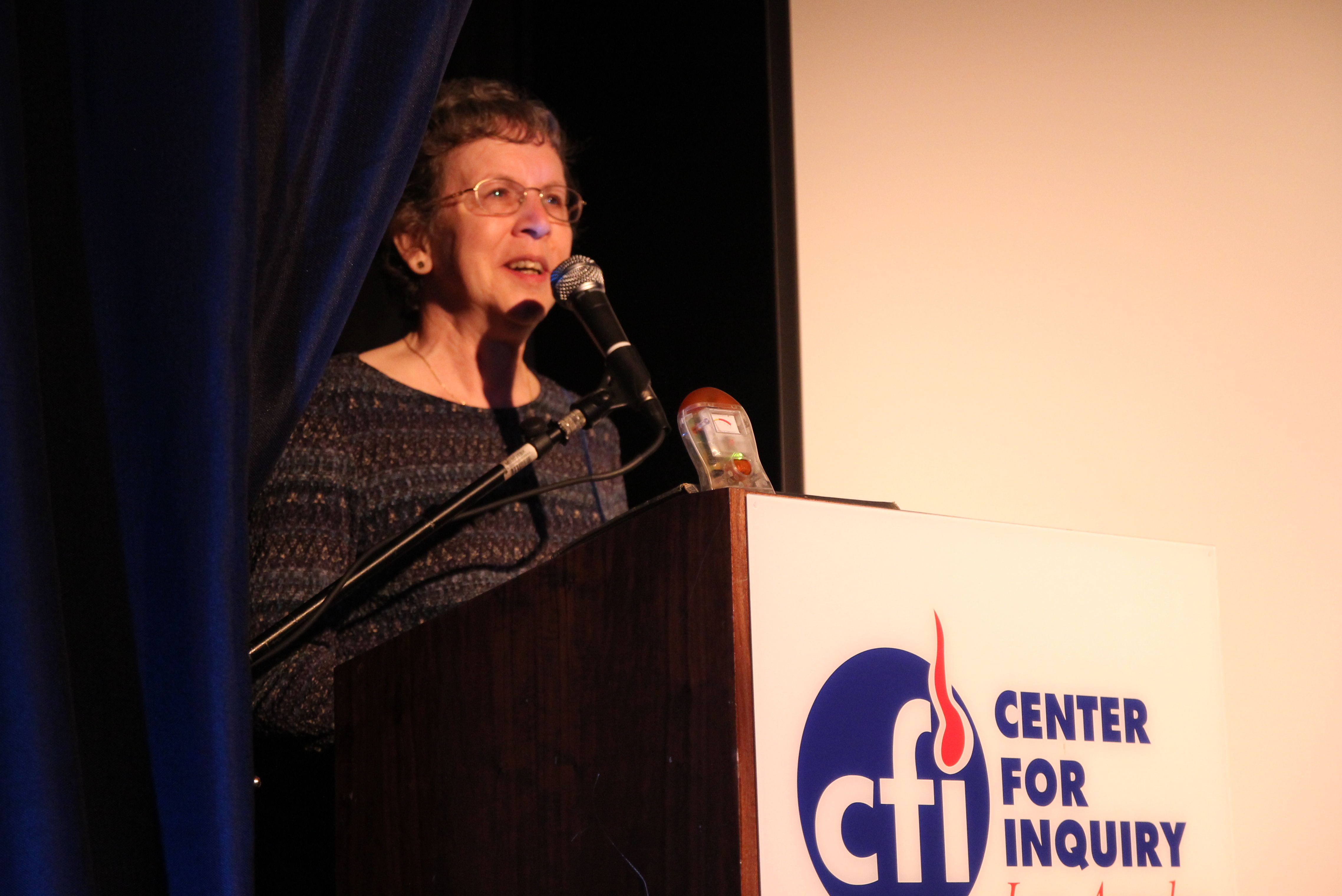
Harriet Hall acepta el premio de IIG el 21 de agosto de 2010

En enero de 2010 Hall comenzó una columna de 250 palabras en la revista O, The Oprah Magazine (con una tirada de 2,4 millones de ejemplares) desmontando mitos comunes sobre salud.
Su relación con la revista fue tempestuosa y su columna fue cancelada en junio de 2010 sin comunicárselo.
Hall estaba en el consejo y fue miembro fundador del Institute for Science in Medicine (Instituto por la ciencia en medicina) fundado en 2009. (enlace roto disponible en Internet Archive; véase el historial, la primera versión y la última)..  
En 2010 fue elegida miembro del Committee for Skeptical Inquiry.
El 21 de agosto de 2010 IIG le concedió un premio en reconocimiento a sus contribuciones en el campo escéptico durante la gala de décimo aniversario del IIG (Independent Investigations Group).
En Berlín impartió una conferencia en el sexto World Skeptic Congress titulada "Complementary and Alternative Medicine: Fairy Tale Science and Placebo Medicine" (Medicina alternativa y complementaria: ciencia de cuento y medicina de placebo).
Participó en The Amazing Meeting de 2012 con un taller titulado "Dr. Google".  También participaron el Dr. Steven Novella, el Dr. David Gorski y el Dr. Rachael Dunlop.
El taller trató de cómo encontrar información de salud fiable en la red y en otras partes, y cómo evaluar críticamente la información encontrada.

El panel se tituló The Truth About Alternative Medicine (La verdad sobre la medicina alternativa). y tuvo los mismos participantes que el taller.

## Vida personal
Estaba casada y residía en Puyallup, Washington con su marido Kirk, que también trabajó en la Fuerza Aérea de Estados Unidos.  Tiene dos hijas mayores de edad.

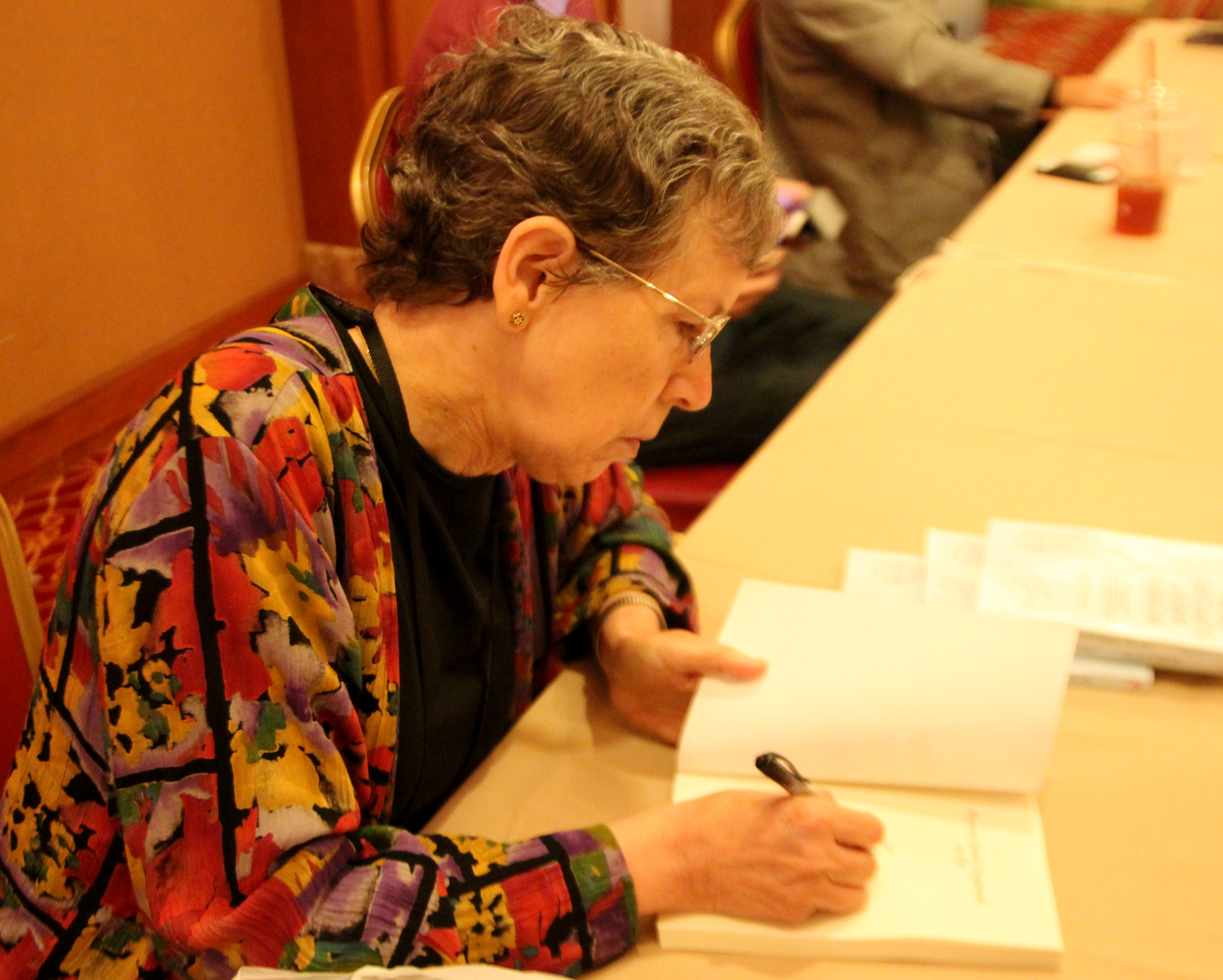
Firmando libros en TAM 2013

## Publicaciones
- Barrett, S.; WM London, M Kroger, H Hall, R Baretz (2013).  McGraw-Hill, ed. Consumer Health: A Guide to Intelligent Decisions. ISBN 978-0078028489.
- Hall, Harriet A. (verano 2003). «Analysis of Claims and of an Experiment to Prove That Oxygen is Present in "Vitamin O"». Scientific Review of Alternative Medicine 7 (1): 29-33.
- Hall, Harriet A. (mayo–junio de 2003). «Wired to the Kitchen Sink: Studying Weird Claims for Fun and Profit».  En Committee for Skeptical Inquiry, ed. Skeptical Inquirer 27 (3). pp. 46-48. Consultado el 1 de mayo de 2014.
- Hall, Harriet A. (otoño/invierno 2003-2004). «Chiropractic Information in a Public Library». Scientific Review of Alternative Medicine 7 (2): 78-86.
- Hall, Harriet (2005, rev. 2007). «A Skeptical View of SPECT Scans and Dr. Daniel Amen». Quackwatch. Consultado el 1 de mayo de 2014.
- Hall, Harriet A. (primavera/verano 2005). «Blind-spot Mapping, Cortical Function, and Chiropractic Manipulation». Scientific Review of Alternative Medicine 9 (1): 11-15.
- Hall, Harriett (2005). «Seek & Ye Shall Find: The God Code (Book Review)».  En The Skeptics Society, ed. Skeptic 11 (4).
- Hall, Harriet A. (mayo–junio de 2006). «Teaching Pigs to Sing: An Experiment in Bringing Critical Thinking to the Masses». Skeptical Inquirer 30 (3). pp. 36-39. Archivado desde el original el 21 de julio de 2016. Consultado el 1 de mayo de 2014.
- Hall, Harriet A. (24 de junio de 2008). «Death By Medicine». Science-Based Medicine. Consultado el 1 de mayo de 2014.
- Hall, Harriet A. (2008).  iUniverse, ed. Women Aren't Supposed to Fly : The Memoirs of a Female Flight Surgeon. Lincoln, NE. pp. 221. ISBN 978-0-595-49958-8. OCLC 263094055.